# Базар-Турук
Базар-Турук (кирг. Базар-Турук) — высокогорное село в Жумгальском районе Нарынской области Кыргызстана. Входит в состав Джаны-Арыкского аильного округа.
Расположен к востоку от с. Джаны-Арык. Находится на высоте 2300 м.
Население в 2009 году составляло 1277 человек. Жители, в основном, занимаются животноводством. Развивается строительная индустрия — действует цех по производству пескоблоков.